# Canal d'Assinie
Le canal d’Assinie (Ancienne rivière d'Assinie), est un canal de Côte d'Ivoire. Creusé en 1931, il permet de rejoindre par la navigation, la lagune d'Aby à l'océan Atlantique.